# Championnat national des bagadoù 2019
Le championnat national des bagadoù 2019 est la 70e édition du Championnat des bagadoù. La fédération Sonerion organise tous les ans depuis 1949 ces rencontres autour de la musique bretonne jouée en formation bagad. Les bagadoù adhérant à la fédération sont classés en 5 catégories.
Cette édition débute le 10 février 2019, à Brest, par la première manche du championnat de première catégorie et se termine le 3 août 2019, à Lorient, lors de la 49e édition du festival interceltique de la ville.

## Autour de la compétition

Répartition des différents terroirs pour 2019 :
Première catégorie
Seconde catégorie
Troisième catégorie
Quatrième catégorie

## Première catégorie

### Composition et préparation
À la suite des questions soulevées en 2018 lors du concours de première catégorie à Brest, par l’utilisation de quelques thèmes de musique bretonne soumis à des droits d’auteur, la fédération Sonerion a été amenée à nuancer son règlement de concours sur cette catégorie. Deux concours distincts ont donc été organisés (avec deux lauréats en un puisque Cap Caval a remporté les deux compétitions) et aucune descente de la 1ère à la 2e catégorie n’a été prononcée.
Le Bagad Boulvriag (Bourbriac) et le Bagad Beuzeg ar C'hab (Beuzec-Cap-Sizun) accèdent en 2019 en première catégorie. Beuzec décidé de ne pas participer au championnat 2019. Les 16 bagad de « l'élite » du championnat sont composés de 40 à 60 musiciens pour au total près de 800 musiciens.
Parmi les favoris, figurent Cap Caval, de Plomeur, champion de 2008 à 2010 et de 2015 à 2018, et Kemper, vainqueur de 2011 à 2014. Ce dernier, avec ses 22 titres au compteur, détient le record du championnat. Dans le haut du tableau de classement des deux concours de l’an passé, se situent aussi la Kevrenn Alre (Auray), le Bagad Roñsed-Mor (Locoal-Mendon), le Bagad Melinerion (Vannes), le Bagad Brieg (Briec).

### Épreuve d'hiver à Brest
Pour la première épreuve, le terroir imposé est celui des montagnes (« menezioù »), c'est-à-dire les pays bretonnants du Centre-Bretagne, dominé par la gavotte (dañs tro) et le kan-ha-diskan (Bidar, Dardoup, Poher, Calanhel, Fisel, Chtou ou Kost ar c'hoad). Le 10 février, 16 bagad présentent leurs suites de 9 à 11 minutes sur la scène du Quartz à Brest, devant les 12 membres du jury et une salle comble de 1 400 spectateurs. Le concours est également suivi à distance grâce à une retransmission en direct sur le web, comptabilisant près de 80 000 connexions uniques dans le monde l'année précédente.
A l'issue de cette première manche, le Bagad Cap Caval prend la tête du championnat suivi d'une courte tête par le Bagad de la Kerlenn Pondi, l'une des grandes surprises de la journée, et le Bagad Kemper. Seulement 0.13 points d'écart séparent ces trois groupes, ce qui laisse présager un beau suspense pour la seconde manche à Lorient. Ils sont suivis du Bagad Ar Meilhoù Glaz (qui avait atteint cette même place en 2015) et de la Kevrenn Alre (2e en 2018). Le prix Alain Riou qui récompense le meilleur ensemble batterie est attribué au Bagad Kemper et le prix terroir, au Bagad Boulvriag.

### Seconde manche à Lorient
La seconde manche se déroulera à Lorient le 3 août, au cours du Festival interceltique, dans le stade du Moustoir.

## Deuxième catégorie

### Première manche à Saint-Brieuc
La première manche aura lieu le 7 avril, salle Hermione, à Saint-Brieuc,

### Seconde manche à Lorient
La seconde manche se déroulera à Lorient le 3 août, au cours du Festival interceltique, à côté du stade du Moustoir.

## Troisième catégorie

### Première manche à Vannes
La première manche aura lieu le 10 mars au Palais des Arts et des Congrès de Vannes.

### Seconde manche à Quimper
La seconde manche s'est déroulée à Quimper le 27 juillet, au cours du festival de Cornouaille, place de la Résistance.

## Quatrième catégorie

### Épreuve d'hiver à Pontivy
Le  championnat est divisé en deux poules. Le premier concours, rassemblant 21 ensembles, aura lieu le 24 mars au Palais des Congrès de Pontivy.

## Cinquième catégorie

### Rencontres départementales
- Fête de la fédération d'Ille-et-Vilaine à Dol-de-Bretagne le 1er mai.
- Fête de la fédération du Finistère à Quimper le 18 mai.
- Fête de la fédération des Côtes d'Armor à Saint-Cast le Guildo le 19 mai.
- Fête de la fédération du Morbihan à Vannes le 30 mai.
- Concours de la fédération Divroet.

### Épreuve d'été à Carhaix
Le championnat a lieu le 14 juillet lors du festival Bagadañs à Carhaix, au stade Charles-Pinson.

## Synthèse des résultats
Légende

### Résultats de la première catégorie
| \| Quimper Cap Caval Alre Roñsed-Mor Pondi Bro Dreger Brieg Kemperle Melinerion Quic-en-Groigne An Oriant Cesson-Sévigné Plougastell Boulvriag Beuzeg \| Localisation des bagadoù de première catégorie · Quimper compte 3 bagad en première catégorie : · Kemper, Penhars et Meilhoù Glaz. |
| Quimper Cap Caval Alre Roñsed-Mor Pondi Bro Dreger Brieg Kemperle Melinerion Quic-en-Groigne An Oriant Cesson-Sévigné Plougastell Boulvriag Beuzeg |

| Quimper Cap Caval Alre Roñsed-Mor Pondi Bro Dreger Brieg Kemperle Melinerion Quic-en-Groigne An Oriant Cesson-Sévigné Plougastell Boulvriag Beuzeg |